# Petar Saprjanow
Petar Saprjanow (bulgarisch Петър Запрянов; * 23. März 1959 in Plowdiw) ist ein ehemaliger bulgarischer Sportschütze.

## Erfolge
Petar Saprjanow nahm dreimal an Olympischen Spielen teil. 1980 belegte er in Moskau mit dem Kleinkalibergewehr im liegenden Anschlag über 50 m mit 598 Punkten den dritten Platz und erhielt so die Bronzemedaille. Bei den Olympischen Spielen 1988 in Seoul kam er in dieser Disziplin nicht über den 41. Platz hinaus. Im Dreistellungskampf erreichte er Rang 27. Die Spiele 1992 in Barcelona schloss er im liegenden Anschlag auf dem 31. Platz ab.